# أوليفييه مارتينيز
أوليفييه مارتينيز (بالفرنسية: Olivier Martinez)‏ هو لاعب كرة قدم فرنسي، ولد في 6 أكتوبر 1966 في لا غارن كولمب في فرنسا. لعب مع باريس سان جيرمان.

## وصلات خارجية
- أوليفييه مارتينيز على موقع قاعدة بيانات كرة القدم.إي يو (الإنجليزية)
- أوليفييه مارتينيز على موقع عالم كرة القدم.نت (الإنجليزية)